# تحديد النسل في مصر
يُعتبر تحديد النسل في مصر قضية حيوية بسبب الزيادة السكانية السريعة التي تشكل تحديًا كبيرًا للتنمية الاقتصادية والاجتماعية. هذا المقال يستعرض تاريخ تحديد النسل في مصر، السياسات الحكومية، التحديات، والجهود الدولية والمحلية لتعزيز تنظيم الأسرة.

## خلفية تاريخية
بدأت الجهود الرسمية لتحديد النسل في مصر في الستينيات، عندما أدركت الحكومة المصرية أن النمو السكاني السريع يشكل عائقًا أمام التنمية. في عام 1962، أُسست أولى البرامج الوطنية لتنظيم الأسرة، مدعومة بمساعدات دولية، خاصة من الوكالة الأمريكية للتنمية الدولية (USAID). في عام 1977، أصبحت أنشطة تحديد النسل أكثر تنظيمًا تحت إشراف المجلس القومي للسكان. بحلول الثمانينيات، صدر إطار استراتيجي وطني يربط بين السكان، التنمية البشرية، وتنظيم الأسرة.
في الفترة من 1980 إلى 1992، تضاعف استخدام وسائل منع الحمل بين الأزواج المصريين من 24% إلى 48%، وانخفض معدل الخصوبة الكلي من 5.0 إلى 3.9 أطفال لكل امرأة، ويرجع ذلك إلى الحملات الإعلامية، دعم المنظمات غير الحكومية، وتحسين خدمات الرعاية الصحية. وحسب مؤشرات وزارة الصحة، فإن معدل الإنجاب الكلي عام 2021 كان 2.85%، وعام 2023 بلغ 2.1%، في حين أن معدل استخدام وسائل تنظيم الأسرة بلغ 66.4% عام 2021، وفي عام 2023 بلغ 75%. 

## الوضع الحالي
مصر هي أكبر دولة في الشرق الأوسط من حيث عدد السكان والثالثة في إفريقيا، حيث وبلغ عدد سكان مصر في الداخل 107 ملايين نسمة في نوفمبر 2024 